# Nothrus madagascarensis
Nothrus madagascarensis är en kvalsterart som beskrevs av Sandór Mahunka 2000. Nothrus madagascarensis ingår i släktet Nothrus och familjen Nothridae. Inga underarter finns listade i Catalogue of Life.